# Ansambl Urošević
Ansambl Urošević är en jugoslavisk folkmusikgrupp med violinisten Vlastimir Pavlović Carevac, som 1963 fick en hit i Sverige med Marschen till Drina (Marš na Drinu), som samma år användes som signaturmelodi till ett TV-program om jugoslavisk folklore.